# التوزيع حول الرابطة الثنائية
المجموعة الوظيفية الألكين تتميز بوجود الرابطة الثنائية حيث من الممكن ان تحتوي على تفرعين ويمكن أن يكون هذه التفرعات بنفس الأتجاه تسمى cis وإذا كانو بعكس الأتجاه تسمى trans وهذا يسهل تحديده في حالة وجود تفرعين على الرابطة الثنائية.
أما في حالة وجود أكثر من تفرعين يجب اللجوء إلى نظام أخر في تحديد الكيمياء الفراغية حول الربطة الثنائية وهو نظام E-Z configuration وهذا النظام معترف به من قبل الاتحاد الدولي للكيمياء البحتة والتطبيقية IUPAC
ومبدأعمل هذا النظام هو تحديد الأولوية للتفرعات الموجودة على كل ذرة كربون في الرابطة الثنائية حيث إذا كانت التفرعات ذات الأولوية الأعلى على نفس الجهة تأخذ الإشارة Z
إذا كانت التفرعات ذات الأولية الأعلى عكس الإتجاه تأخذ الإشارة E

Trans-2-butene

Cis-2-butene

الإشارة E و Z يتم كتابتها في خط مائل وتوضع بين قوسين وتكتب في حروف كبيرة والأمثلة التالية توضح ذلك. 

(Z)-1-Bromo-1,2-dichloroethene

(E)-1-Bromo-1,2-dichloroethene